# Rezerwat przyrody Rycerski Kierz
Rezerwat przyrody Rycerski Kierz – rezerwat przyrody położony na terenie gminy Łomża w województwie podlaskim.
- Powierzchnia według aktu powołującego: 43,52 ha (obecnie 42,44 ha[1])
- Rok powstania: 1989
- Rodzaj rezerwatu: leśny[1]
- Przedmiot ochrony: zbiorowiska grądu czyśćcowego oraz fragment dąbrowy świetlistej[1]
- Zarządzający: Nadleśnictwo Łomża[2]
- Nadzór: Regionalny Dyrektor Ochrony Środowiska w Białymstoku[1]

Na terenie rezerwatu znajduje się pomnik Stacha Konwy, legendarnego bohatera kurpiowskiego.